# آذار (إدلب)
آذار قرية سورية تتبع ناحية الجانودية في منطقة جسر الشغور في محافظة إدلب. بلغ عدد سكانها 821 نسمة في عام 2004 حسب إحصاء المكتب المركزي للإحصاء.